# Serhij Petrenko
Serhij Wolodymyrowytsch Petrenko (ukrainisch Сергій Володимирович Петренко, russisch Сергей Владимирович Петренко Sergei Wladimirowitsch Petrenko; * 1. Oktober 1955 in Odessa, Ukrainische SSR) ist ein ehemaliger sowjetischer Kanute aus der Ukraine.

## Leben
Er gewann zusammen mit Alexander Winogradow bei den Olympischen Sommerspielen 1976 in Montreal im Zweier-Canadier (C-2) über 500 Meter und 1000 Meter zwei Goldmedaillen. Darüber hinaus wurde er 1974 und 1975 Weltmeister im Einer-Canadier (C-1) über 500 Meter. Im C-2 errang er bei Weltmeisterschaften 1977 eine Goldmedaille und 1983 eine Bronzemedaille über 10.000 Meter sowie 1978, 1979 und 1982 jeweils eine Silbermedaille über 500 Meter.

## Auszeichnungen
- Verdienter Meister des Sports der UdSSR[1]
- Orden des Roten Banners der Arbeit[1]
- Verdienstorden der Ukraine III. Klasse (2002)[2]